# ویکتور وس
ویکتور وس (انگلیسی: Victor Voss؛ زاده ۳۱ مارس ۱۸۶۸ درگذشته ۹ اوت ۱۹۳۶) یک تنیس‌باز اهل آلمان بود.